# Luke McLean
Luke McLean (ur. 29 czerwca 1987 w Townsville) – australijski rugbysta pochodzenia włoskiego występujący na pozycji obrońcy lub łącznika ataku w Benettonie Treviso, a także we włoskiej drużynie narodowej.
Urodził się w Townsville w Queenslandzie. Oboje rodzice jego matki byli Włochami, aczkolwiek dziadek musiał przyjąć obywatelstwo australijskie, żeby mógł kupić tam ziemię. McLean uczęszczał do St. Laurence's College w South Brisbane. W trakcie nauki był kapitanem szkolnej drużyny.
Jako junior reprezentował Australię, razem z zespołem zdobył nawet mistrzostwo świata w kategorii U-19. W drużynie włoskiej zadebiutował 21 czerwca 2008 w meczu z RPA w Kapsztadzie. Włosi przegrali wówczas 26–0. Pierwsze punkty w drużynie narodowej zdobył w swoim debiucie w Pucharze Sześciu Narodów. 7 lutego 2009 Włosi przegrali z reprezentacją Anglii na Twickenham 36–11, a McLean skutecznie wykonał dwa karne w pierwszej połowie.
W karierze klubowej reprezentował Perth Spirit. W 2007 przeniósł się do Włoch do Calvisano, odrzucając kontrakt z Western Force. W barwach tego klubu zdobył mistrzostwo Włoch w sezonie 2007–2008. W 2009 przeniósł się do Treviso. Z tym klubem wywalczył kolejne mistrzostwo w sezonie 2009–2010, a także Puchar Włoch w sezonie 2009/2010 i Superpuchar 2009.